# Royal West African Frontier Force Distinguished Conduct Medal
De Royal West African Frontier Force Distinguished Conduct Medal was een hoge Britse koloniale onderscheiding voor dapperheid. Het Britse Rijk had een Royal West African Frontier Force onder de wapenen om de grenzen van de West-Afrikaanse koloniën Nigeria en Ghana te verdedigen.
De zwarte militairen kwamen als koloniale hulptroepen niet in aanmerking voor de Britse Distinguished Conduct Medal. Daarom werd een speciale koloniale onderscheiding ingesteld.
De onderscheiding is vrij zeldzaam. Er zijn minder dan 50 medailles uitgereikt. Viermaal werd een gesp op het lint toegekend na een tweede voordracht. De Royal West African Frontier Force Distinguished Conduct Medal werd na de King's African Rifles Distinguished Conduct Medal maar vóór de Indian Distinguished Service Medal gedragen.
De medaille werd in 1907 ingesteld door Edward VII die in dit Koninklijk Besluit verwees naar dat van Koningin Victoria van 24 mei 1894 waarin afzonderlijke "Dominion & Colonial issues of the Distinguished Conduct Medal" in het leven werden geroepen. Het besluit van 1894 ging niet op bijzonderheden in. Op 18 juni 1942 besloot George VI dat ook de Afrikaanse soldaten in het vervolg de Britse Distinguished Conduct Medal zouden ontvangen.
Een Distinguished Conduct Medal was ondanks de bescheiden naam een zeer hoge en in aanzien staande medaille. Het was de onderscheiding die een onderofficier of soldaat sinds 1854 mocht verwachten voor een moedige daad die net niet voor het Victoria Cross in aanmerking kwam. Tijdens de Tweede Wereldoorlog werden niet meer dan 1900 van deze medailles uitgereikt. In de jaren daarvoor waren dat er 770.
In de praktijk werd de medaille niet op initiatief van de koning of koningin uitgereikt, maar door de Minister van Koloniën. De Britse of "Imperial" Distinguished Conduct Medal was in het op rassenscheiding gebaseerde decoratiestelsel gereserveerd voor blanken en, bij uitzondering, Indiërs.
De archieven van de Royal West African Frontier Force Distinguished Conduct Medal zijn in 1940 bij een brand in het Ministerie van Oorlog vernietigd. Volgens de Warrant waarin de medaille werd ingesteld moest op het Ministerie van Koloniën een lijst met namen en gegevens worden bewaard. Deze is sinds de opheffing van dat ministerie onvindbaar.
De toekenningen tijdens de Eerste Wereldoorlog zijn in een Staatscourant, de West Africa Gazette gepubliceerd.

## De medaille
Op de voorzijde is de regerende Britse vorst afgebeeld en op de keerzijde staat de tekst "FOR DISTINGUISHED CONDUCT IN THE FIELD". De ronde zilveren medaille werd aan een blauw lint met een brede bruin-groen-bruine streep op de linkerborst gedragen.
Het was gebruikelijk om medailles als deze vóór de uitreiking op de rand te voorzien van een inscriptie met de naam en rang van de decorandus en de datum van de toekenning.
Militairen laten bij het dagelijkse uniform zien dat zij een of meer gespen bezitten door een kleine zilveren tudorroos op het baton te naaien. De dragers kunnen op een mess-jacket of rokkostuum een miniatuur van de medaille, met miniatuurgespen op het lint, of aan een ketting op het revers dragen.